# James Lafferty
James Martin Lafferty nasceu em 25 de julho de 1985 em Hemet, Califórnia. É um ator, diretor e produtor estadunidense. Ficou conhecido por interpretar Nathan Scott no seriado One Tree Hill.

## Biografia
James Lafferty é o filho mais velho do casal Angie e Jeff Lafferty, que possuem uma empresa de construção local. Ele tem um irmão mais novo, o também ator Stuart Lafferty. Lafferty frequentou a Hemet High School, onde jogou no time de basquete da escola até 2003, depois se matriculou na California State University, em Long Beach.

## Carreira
Em 1997, Lafferty fez sua estréia como ator em um papel de voz no filme feito para televisão, Annabelle's Wish. Lafferty recebeu seu primeiro papel importante em uma peça da escola quando ele tinha dez anos de idade, desde então fez aparições em vários programas de televisão como Beverly Hills, 90210, Once and Again, Get Real, e Boston Public. Em 2002 Lafferty estrelou o filme A Season on the Brink feito para o canal ESPN; o filme é baseado no livro de mesmo nome de John Feinstein, e é centrado na temporada de 1985-1986 do time de basquete da faculdade Indiana University's.
Em 2003, Lafferty fez um teste bem sucedido para protagonizar a série One Tree Hill (transmitida pelo canal The WB e posteriormente pelo canal The CW). A série se tornou um sucesso, e James participou de todas as nove temporadas, e de 182 dos 187 episódios produzidos. Ele também dirigiu 4 episódios. Por seu papel foi indicado quatro vezes ao Teen Choice Award.
Em 2008 jogou para o time de basquete New Orleans no NBA All-Star Celebrity Game ao lado de Ne-Yo, Terrell Owens, Taylor Hicks, e Master P. No mesmo ano Lafferty foi escalado para a continuação do filme Donnie Darko, intitulado S. Darko, o filme foi lançado em maio de 2009.
Em 2011, Lafferty divulgou que iria estrelar ao lado do amigo de One Tree Hill Stephen Colletti, e de seu irmão Stuart Lafferty, um reality show de aventura, o "Wild Life:A New Generation". Inicialmente, o piloto era para servir como uma possibilidade de ser pego por alguma rede de televisão, mas devido a diferenças criativas o programa não saiu do papel. Em 2013, Lafferty foi escalado para a série de suspense criminal da NBC, Crisis, como o Sr. Nash, a série foi cancelada na primeira temporada. Em 2015 protagonizou o filme independente Waffle Street, ao lado de Danny Glover. No ano seguinte conseguiu um papel recorrente durante a primeira temporada do drama Underground.
De 2015 a 2018, James dirigiu cinco episódios da série The Royals. Em 2018 participou da série The Haunting of Hill House, da Netflix.

## Vida Pessoal
James já namorou com a filha do cantor Bono Vox, Eve Hewson, em 2010.
De 2003 á 2008, ele organizou um evento anual de caridade de basquete em Wilmington. No entanto, em 2009, ele anunciou que estava cancelando o evento, afirmando: "Como resultado do constante assédio e invasão bruta de privacidade via e-mail e telefone, visando a mim mesmo, meus amigos e até a minha família, eu não sinto mais confortável em uma festa beneficente em um ambiente tão íntimo com os fãs."
Atualmente Lafferty reside em Williamsburg, Brooklyn.

## Filmografia
| Ano  | Título                                            | Personagem     | Notas                                                    |
| ---- | ------------------------------------------------- | -------------- | -------------------------------------------------------- |
| 1997 | Annabelle's Wish                                  | Buster         | Somente voz                                              |
| 2002 | A Season on the Brink                             | Steve Alford   | Filme para TV                                            |
| 2003 | Boys on the Run                                   | Joe Ferguson   |                                                          |
| 2009 | S. Darko                                          | Justin Sparrow |                                                          |
| 2011 | The Legend of Hell's Gate: An American Conspiracy | Eigson Howard  |                                                          |
| 2013 | Lost on Purpose                                   | Fever          |                                                          |
| 2014 | Oculus                                            | Michael Dumont |                                                          |
| 2015 | Waffle Street                                     | Jimmy Adams    |                                                          |
| 2017 | Small Town Crime                                  | Tony Lama      |                                                          |
| 2017 | Everyone is Doing Great                           | Jeremy Davis   | Feito para TV / Diretor, produtor executivo, co-escritor |

| Ano       | Título                     | Personagem    | Notas                                                                                         |
| --------- | -------------------------- | ------------- | --------------------------------------------------------------------------------------------- |
| 1998      | Beverly Hills, 90210       | Figuração     | Participação não creditada                                                                    |
| 1999      | Get Real                   | Billy         | Episódio: "The Last Weekend"                                                                  |
| 2001      | Emeril                     | James         | Piloto não exibido                                                                            |
| 2001      | Boston Public              | Michael Scott | Episódio: "Chapter Eighteen"                                                                  |
| 2001-2002 | Once and Again             | Tad           | 4 episódios                                                                                   |
| 2002      | Prep                       | Jackson       | Piloto não exibido                                                                            |
| 2002      | First Monday               | Andrew        | Episódio: "Pilot"                                                                             |
| 2003-2012 | One Tree Hill              | Nathan Scott  | Protagonista, 182 episódios Diretor em 4 episódios Especial "One Tree Hill: Always & Forever" |
| 2014      | Crisis                     | Aaron Nash    | 13 episódios                                                                                  |
| 2016      | Underground                | Kyle Risdin   | 6 episódios                                                                                   |
| 2018      | The Haunting of Hill House | Ryan          | 4 episódios                                                                                   |

## Prêmios e Indicações
| Ano  | Prêmio             | Categoria                      | Resultado | Trabalho      | Notas                   |
| ---- | ------------------ | ------------------------------ | --------- | ------------- | ----------------------- |
| 2004 | Teen Choice Awards | Choice Breakout TV Star – Male | Indicado  | One Tree Hill |                         |
| 2005 | Teen Choice Awards | Choice TV Chemistry            | Indicado  | One Tree Hill | Com Chad Michael Murray |
| 2010 | Teen Choice Awards | Scene Stealer – Male           | Indicado  | One Tree Hill |                         |
| 2010 | Teen Choice Awards | Parental Unit                  | Indicado  | One Tree Hill | Com Bethany Joy Lenz    |